# معدلات حدوث الحنك المشقوق
الشفة الأرنبية أو الحنك المشقوق هو خلل خلقي شائع في جميع أنحاء العالم. في المتوسط، تحدث تلك الحالة بنسبة حوالي 1 في كل 500-750 ولادة حية (طبقًا لهاردن جونز، كارنيل، وبيترسون-فالزون، 2001). وعلاوةً على ذلك، تنتشر الشفة الأرنبية مع أو بدون الحنك المشقوق في الولايات المتحدة بنسبة 2.2 إلى 11.7 لكل 10000 ولادة. يتمتع الحنك المشقوق وحده بمعدل انتشار 5.5 إلى 6.6 لكل 10000 ولادة (طبقًا لفورستر & ميرز، 2004). تعتبر الشفة الأرنبية أو الحنك المشقوق أو كليهما هي واحدة من أكثر حالات التشوهات الخلقية شيوعًا، وتتراوح نسبة انتشارها بين 1/1000 و 2.69 / 1000 بين مختلف أنحاء العالم (طبقًا لمكليود، سعيد، وأرانا - أوريوست، 2004) .

## الأفارقة والأمريكيين الأفارقة
عند النظر إلى معدلات انتشار الحنك المشقوق في الثقافات المختلفة في الولايات المتحدة بالمقارنة مع بلد المنشأ فإن الحالات تزداد بصورة أكبر عند الأفارقة والأمريكيين من أصل أفريقي. واحد لكل 2500 الأميركيين الأفارقة يولدون بالحنك المشقوق (طبقًا لسليمان، حمزة، أبوسلاب، و سمعان، 2005). الأمريكيون الأفارقة لديهم معدل انتشار أقل من كل الحنك المشقوق بالمقارنة مع القوقازيين. وأبلغت كل من كروين وشاو واسرمان وتولوفا (1998) عن معدل انتشار قدره 0.61 لكل 1000 و 1.05 لكل 000 1 ولادة حية على التوالي. وفي ملاوي، أبلغ عن معدل انتشار منخفض للشفة المشقوقة و / أو الحنك، و 0.7 لكل 000 1 مولود حي (تشيسي، إغبيبي، و مساماتي، 2000). أبلغ سليمان وآخرون. (2005) أن معدل انتشار الانشقاق بين مجموعة من المولودين الجدد في المستشفيات السودانية في مدينة الخرطوم هو 0.9 لكل 1000 ولادة حية.

## الأمريكان المستيز
الأمريكان المستيز هم الأمريكان ذوو الأصول الأوروبية والأمريكية المختلطة من المكسيك وأمريكا الوسطى وأمريكا الجنوبية ومنطقة البحر الكاريبي (ميرسون، 1990). تنتشر حالات الشفة الأرنبية والحنك المشقوق بين الأمريكيين المستيز بنسبة أقل من القوقازيين والأمريكيين الأصليين، إلا أنها لا تزال أعلى من الأمريكيين الأفارقة (طبقًا لكروين وآخرون، 1998). يبلغ معدل الانتشار لدى الميستيز 9.7 لكل 000 10 مولود حي (طبقًا لكيربي، بيتريني & ألتر، 2000). معدل انتشار الشفة الأرنبية مع أو بدون الحنك المشقوق في سوكر، بوليفيا هو 1.23 لكل 1،000 ولادة حية (ماكلويد وآخرون، 2004).

## الأردن
أفاد تقرير العمري (في عام 2004) أنه لا توجد دراسة محددة لدراسة الشفة الأرنبية مع أو بدون الحنك المشقوق. درس العمري معدلات حدوث الشفة الأرنبية مع أو بدون الحنك المشقوق على مدى إحدى عشرة سنة في الأردن، ووجد معدلًا إجماليًا قدره 1.39 لكل 000 1 ولادة حية. وقد تبين أن هذه الدراسة مشابهة للدراسات السابقة التي فحصت الحنك المشقوق في غيرها من السكان العرب.

## الولايات المتحدة الأمريكية
ولاية هاواي لديها نسبة سكان متنوعة للغاية تتألف من 73٪ من سكان آسيا والمحيط الهادئ من أصل الجزيرة. وجد فورستر وميرز (2004) أن معدلات انتشار كل الحنك المشقوق مع أو بدون الشفة الأرنبية لكل 10،000 ولادة حية في هاواي كانت: 10 في القوقازيين، و 16 في الناس من أصل آسيوي في الشرق الأقصى، و 11 في السكان المنحدرين من جزر المحيط الهادئ، و 14.5 في الناس من أصل فلبيني.
وعند النظر إلى بلدان المنشأ، كان هناك معدل أعلى بالنسبة للأسيويين، وعلى وجه التحديد في باكستان، حيث بلغ معدل الانتشار 1.91 لكل 1،000 مولود حي ل(طبقًا الهي، جاكسون، إلاهي، خان، مبارك، طارق، وميترا، 2004 () وبالمثل، وجد C. أوه، و S. كيم، و W. كيم، و J. كيم (2002) أن مهناك عدل انتشار مماثل بلغ 1.81 لكل 000 1 ولادة في جمهورية كوريا. ولا يمكن الإبلاغ عن معدلات انتشار صالحة في البلدان الأصلية في الفلبين وجزر المحيط الهادئ.